# Godehard Braun

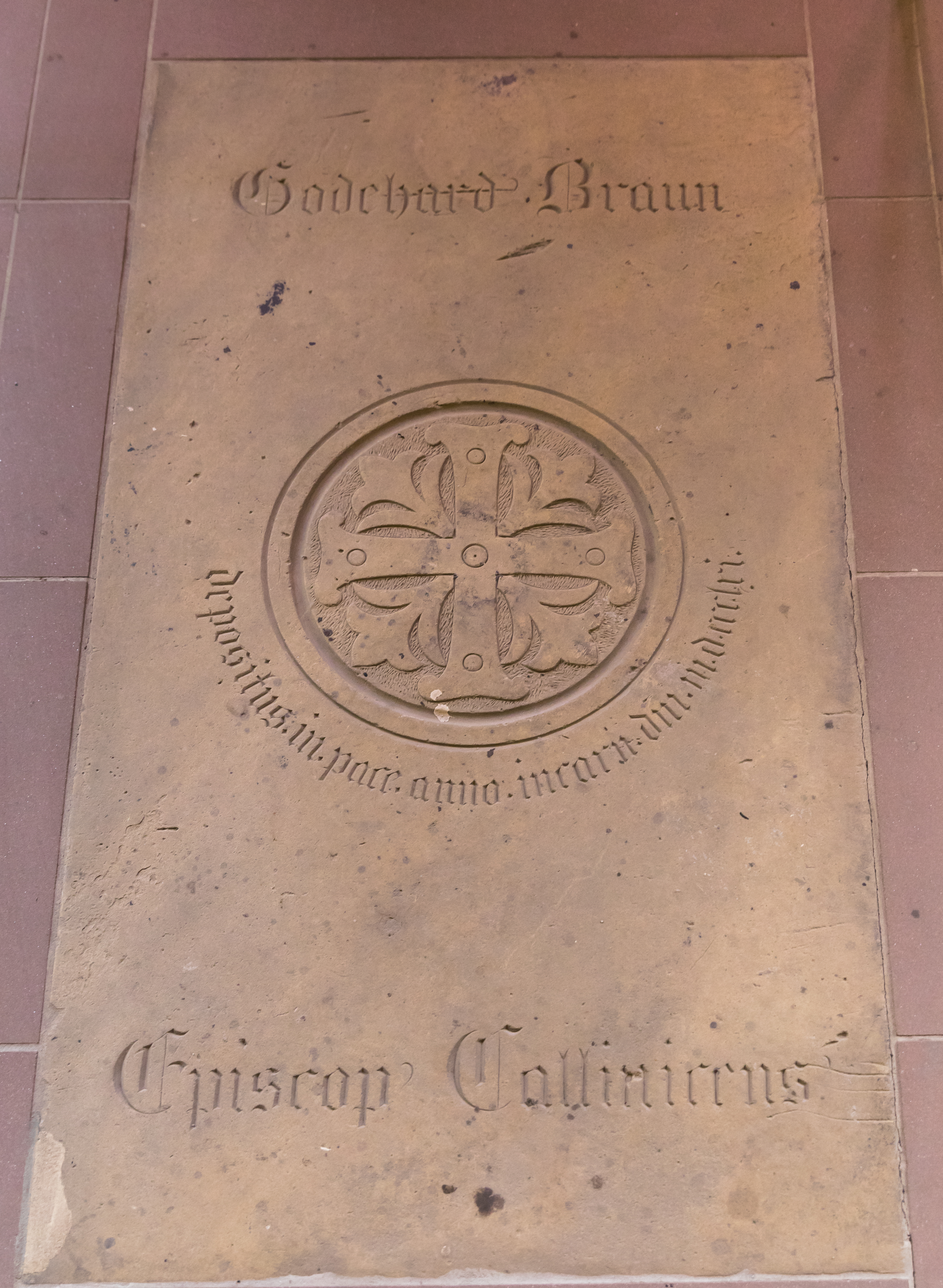
Grab von Godehard Braun im Trierer Dom

Godehard Braun (* 30. Dezember 1798 in Vallendar; † 22. Mai 1861 in Trier) war Moraltheologe und römisch-katholischer Weihbischof in Trier.

## Leben
Godehard Braun stammte aus einer Landwirtsfamilie in Vallendar. Er besuchte zunächst die höhere Schule in Koblenz-Ehrenbreitstein und wechselte dann nach Koblenz. Nach dem Abitur studierte er Philosophie und Katholische Theologie in Würzburg, Bonn, Tübingen und Wien. In Bonn war er Schüler des bekannten Dogmatikers Georg Hermes. Am 13. März 1824 erhielt er in Münster die Priesterweihe.

## Kirchlicher Werdegang
Unmittelbar im Anschluss an die Priesterweihe holte ihn der Trierer Bischof Josef von Hommer, der ihn aus seiner Pfarrzeit in Ehrenbreitstein kannte, nach Trier. Mit 26 Jahren wurde Braun Dozent am Bischöflichen Priesterseminar in Trier berufen und lehrte Moraltheologie. Am 6. Dezember 1825 promovierte er mit seiner Dissertation De sacra scriptura an der Universität Breslau zum Doktor der Theologie. Die Ernennung zum Professor erfolgte 1826, die er bis 1834 wahrnahm. Er lehnte die Berufungen an die Universitäten Bonn und Breslau ab und übernahm am 1. Oktober 1831 das Amt des Regens in Trier, dieses übte er bis 1842 aus. Ebenfalls im Jahr 1831 wurde er zum Domkapitular ernannt, es folgten 1842 die Ernennung zum Geistlichen Rat und 1843 zum Domdechanten am Trierer Dom.

## Weihbischof
Am 29. März 1849 wurde Godehard Braun unter gleichzeitiger Ernennung zum Titularbischof von Callanicum zum Weihbischof in Trier ernannt. Der Trierer Bischof Wilhelm Arnoldi weihte ihn am 7. Oktober 1849 zum Bischof, ihm assistierten Bischof Johann Georg Müller von Münster (er war der Vorgänger im Weihbischofsamt in Trier) und Bischof Johann Theodor Laurent, Apostolischer Vikar von Luxemburg.
Beim Entwurf zum Bau der „Erlösungskapelle“ oder „Kapelle der schmerzhaften Mutter“ in Koblenz-Arenberg war Weihbischof Braun maßgeblich beteiligt. Am 15. Oktober 1850 erfolgte erst die Grundsteinlegung und die Fundamente wurden gemauert. Anfänglich sollte nur eine kleine Betkapelle errichtet werden. Auf "Anrathen" von Godehard Braun, Weihbischof zu Trier, der wie Kraus aus Vallendar stammte und deshalb hier des Öfteren zu Besuch war, wurde die Kapelle doch größer gebaut, so dass darin das Messopfer gefeiert werden konnte.
Im August 1860 legte Weihbischof Braun den Grundstein zur neuen Pfarrkirche in Arenberg.
Nach einem schweren Schlaganfall während einer Firmreise am 21. Mai 1861 verstarb Weihbischof Godehard Braun am 25. Mai 1861. Seine letzte Ruhestätte erhielt er in der Weihbischofskapelle, der früheren Pauluskapelle, am Kreuzgang des Trierer Domes. Im Amt folgte ihm Matthias Eberhard.

## Werke
Mit seinen Werken war Godehard Braun bemüht, den Glauben der Vernunft zugänglich zu machen und seine Inhalte als sicher zu weisen. Er verfolgte mit seinem dreibändigen Hauptwerk System der christkatholischen Moral seinem Hauptanliegen und dem moralischen Anspruch gerecht zu werden. Zu seinen bedeutendsten Werken zählen:
- De sacra scriptura praescientiam et praedestinationem divinam atque libertatem humanam sine repugnantia docente. Mainz 1826;
- Etwas über den Werth des Fastens. Trier 1830;
- Kritik der Ansichten der neueren christlichen Moralisten über die sittlichen Räte. Trier 1832;
- System der christkatholischen Moral. 3 Bände, Trier 1834–40.